# Psychoda gemella
Psychoda gemella är en tvåvingeart som beskrevs av Quate 1967. Psychoda gemella ingår i släktet Psychoda och familjen fjärilsmyggor. Inga underarter finns listade i Catalogue of Life.